# 通达街道 (哈尔滨市)
通达街道是中国黑龙江省哈尔滨市南岗区下辖的一个街道，位于曲线街道南侧。